# لوطس جنوبي
لوطس جنوبي (الاسم العلمي:Lotus australis) هي نوع نباتي يتبع جنس اللوطس من فصيلة البقولية. سمي هذا النوع بالجنوبي (باللاتينية: australis) نسبة إلى النصف الجنوبي للكرة الأرضية.